# Code national d'identification du type
Le code national d'identification du type (CNIT) est un code à 12 ou 15 caractères utilisé depuis 1994 sur les certificats d'immatriculation français des véhicules de l'union Européenne, en rubrique D2.1, pour définir succinctement les caractéristiques essentielles d'un véhicule. En France, il intervient en remplacement du type Mines et en complément du Type-Variante-Version (TVV) précisé en rubrique D2.1.

## Terminologie
Dans les certificats d'immatriculation européen, la rubrique D2 désigne le TVV. 
Le sigle TVV désigne Type-Variante-Version, d'après le règlement (UE) 678/2011.
Le nombre de caractères pour le TVV n'excède pas:
- 15 pour le code du type de véhicule;
- 25 pour le code d'une variante;
- 35 pour le code d'une version

Dans les certificats d'immatriculation français, le CNIT est en rubrique D2.1.

## Histoire

### Définition
En 1994, lors de la mise en place du fichier national des immatriculations, un numéro d’identification national (CNIT) a été associé à chaque type, variante et version (TVV) de chaque réception communautaire de véhicules. Le CNIT apparaît à l’emplacement prévu pour l’indication du « type » sur les cartes grises françaises délivrées jusqu'au 1er juin 2004. Il est désormais reporté à la rubrique « D.2.1 » sur les nouveaux modèles de certificat d’immatriculation français, délivrés à compter du 1er avril 2004,,,,.

### Origines
En application des nouvelles réglementations européennes, les automobiles bénéficient depuis 1995 d'une réception de conformité européenne, en lieu et place de la réception de conformité nationale précédemment utilisée.
Le CNIT, émis par le Centre national de réception des véhicules (CNRV), a été créé en 1995. Ce premier système de codification était imparfait car une modification mineure au sein d'une gamme induisait la génération de nouveaux codes pour l'ensemble de cette gamme. La première version du CNIT a été remplacée en 1998 par une version mieux structurée et moins sensible aux modifications considérées comme mineures.

### 1996 et 2009
En 1996, le CNIT passe à 12 caractères.
Il correspond à la création du Fichier national des immatriculations (FNI).
En 2009, le CNIT passe à 15 caractères.
Il correspond à la création du Système d'Immatriculation des Véhicules (SIV).

## Utilité
En France, le CNIT est utilisé pour immatriculer des véhicules lorsqu'il est disponible.
Le CNIT permet de savoir si le véhicule a eu une approbation européenne, nationale ou individuelle.

## Structure du code
Le CNIT est lié au VIN.

### CNIT à 12 caractères
Le CNIT est depuis 1996 constitué de 12 caractères qui permettent de définir succinctement les caractéristiques essentielles d'un véhicule. Par exemple : le quatrième caractère définit un type d'énergie et de transmission (0 à 9), le cinquième définit une tranche de puissance (0 à 9), et le septième définit un code carrosserie (0 à 7).
Le CNIT est plus généraliste que le type Mines, mais ne permet pas non plus de connaître le niveau d'équipement d'un véhicule.
| caractères | champs                | MCT000ABP304 | MFD50E2U9195 | |
| ---------- | --------------------- | ------------ | ------------ | --- |
| 1          | classe de la véhicule | M            | M            | |
| 2 à 3      | marque constructeur   | CT           | FD           | |
| 4          | énergie               | 0            | 5            | les chiffres les plus fréquents sont 1 (essence) et 5 (gasoil/diesel) en quatrième position                                                          |
| 5          | puissance             | 0            | 0            | les chiffres les plus fréquents sont 0 à 5 en cinquième position, par exemple 2 pour une puissance fiscale de 5, mais 4 pour une puissance fiscale 7 |
| 6          | carrosserie           | 0            | E            | les chiffres les plus fréquents sont 0, 1 et 2 en sixième position                                                                                   |
| 7 à 12     | reste du code         | ABP304       | 2U9195       | |

### CNIT à 15 caractères
Depuis avril 2009 le CNIT contient 15 caractères dont les 8 premiers définissent la catégorie, la marque et le genre. Sur la carte grise il se trouve sous le libellé D.2.1. (Code National d’Identification du Type).
Les caractères 1 à 3 indiquent la classe de véhicule (L, M, N, O, T, etc).
Dans certains cas, on trouve des codes constructeur-WMI, comme par exemple VF7PNCFAC893079 ou ZFA25000002P180.
Les caractères 4 à 6 indiquent la marque constructeur du véhicule, comme par exemple REN pour Renault, PGT pour Peugeot, ou PEL pour Opel.
Les caractères 7 et 8 peuvent donner une information comme VP pour voitures particulières, CT pour camionnettes, ou TR pour tracteurs routiers.
Les caractères restant sont donc les caractères 9 à 15.
| caractères | champs                                              | M10RENVP538J405 | M10PGTVP0448882 | L3EYAMM1000J931 | N10PGTCT0093097 |
| ---------- | --------------------------------------------------- | --------------- | --------------- | --------------- | --------------- |
| 1 à 3      | classe de la véhicule                               | M10             | M10             | L3E             | N10             |
| 4 à 6      | marque constructeur                                 | REN             | PGT             | YAM             | PGT             |
| 7 et 8     | VP pour voitures particulières, CT pour camionnette | VP              | VP              | M1              | CT              |
| 9 à 15     | reste du code                                       | 538J405         | 0448882         | 000J931         | 0093097         |

| caractères | champs              | VF15RB20A566797 |
| ---------- | ------------------- | --------------- |
| 1 à 3      | marque constructeur | VF1 (Renault)   |
| 4 à 8      | code mine           | 5RB20 (Clio)    |
| 9 à 15     | reste du code       | A566797         |

## Utilisation
Le numéro CNIT apparait notamment dans les bases de données open data d'accidents de la route en France.
Il y est indiqué: 

« La liste des CNIT des véhicules impliqués est ici présentée à part de la base des données accidents pour des raisons d’anonymisation. Le CNIT permettant de connaître le modèle, la marque du véhicule joint aux tables des accidents, la divulgation de ces données porterait atteinte à la protection de la vie privée des personnes physiques aisément identifiables ou ferait apparaître le comportement de telles personnes alors que la divulgation de ce comportement pourrait leur porter préjudice (avis de la CADA – 2 janvier 2012). »

— .

### Exemple des accidents en 2021 en France
Pour l'année 2021, sur 57101 accidents de véhicules de tourisme, 28737 (50%) ont un CNIT de 15 lettres, 18042 (32%) ont un CNIT de 12 lettres, et 9921 (17%) ont un CNIT non renseigné. Sur 28737 véhicules de tourisme dont le CNIT compte 15 lettres, 26350 (92%) commencent par M10; comme pour indiquer un véhicule de catégorie M1. Sur 18042 véhicules de tourisme dont le CNIT compte 12 lettres, 4167 (23%) commencent par MRE et 3725 (21%) commencent par MPE pouvant éventuellement faire référence aux véhicules de classe M et à des noms de marques.
Pour les 26350 véhicules de tourisme commençant par M10, 
- les trigrammes suivant ont la fréquence suivante: REN	5721	(22 %);  PGT	4592	(17 %);  CTR	2848	(11 %); VWG	2012	(8 %);
- Les suivants ont une fréquence inférieur à 5%:  JT0	1168	4 %; DAC	1129	4 %; FRD	959	4 %; AUD	883	3 %;PEL	778	3 %;NSS	749	3 %;FAT	671	3 %;BMW	660	3 %;MCD	496	2 %;SET	410	2 %;HMC	408	2 %
- Les suivants ont une fréquence d'environ 1%: K1A	395; SKD	346; MN1	285; SUZ	185; SMT	180; MCW	176; CPF	168; MCZ	166.

Pour l'année 2021, sur 12930 accidents de moto, 7058 (55%) ont un CNIT de 15 lettres, 2889 (22%) ont un CNIT de 12 lettres, et 2820 (22%) ont un CNIT non renseigné. Sur 7058 accidents de moto dont le CNIT compte 15 lettres, 6746 (96%) commencent par L3 ou L5; comme pour indiquer un véhicule de catégorie L3 ou L5. Sur 2889 accidents de moto dont le CNIT compte 12 lettres, 637 (22%) commencent par LYM pouvant éventuellement faire référence aux véhicules de classe L et à un nom de marque.
Pour l'année 2021, sur 7213 accidents de cyclo, 4579 (63%) ont un CNIT de 15 lettres, 1121 (16%) ont un CNIT de 12 lettres, et 1394 (17%) ont un CNIT non renseigné.
Sur 4579 accidents de cyclo dont le CNIT compte 15 lettres, 4332 (95%) commencent par L1; comme pour indiquer un véhicule de catégorie L1. Sur 1121 accidents de cyclo dont le CNIT compte 12 lettres, 200 (18%) ont un CNIT commençant par LMP, 181 (16%) par LPE et 179 (16%) par LGG pouvant éventuellement faire référence aux véhicules de classe L et à un nom de marque.

## Anecdote
Le site https://www.type-mine.com permet de rechercher des codes CNIT.